# یواس‌اس دواستاتور (ای‌ام-۳۱۸)
یواس‌اس دواستاتور (ای‌ام-۳۱۸) (به انگلیسی: USS Devastator (AM-318)) یک کشتی بود که طول آن ۲۲۱ فوت ۲ اینچ (۶۷٫۴۱ متر) بود. این کشتی در سال ۱۹۴۳ ساخته شد.